# Rogóżka

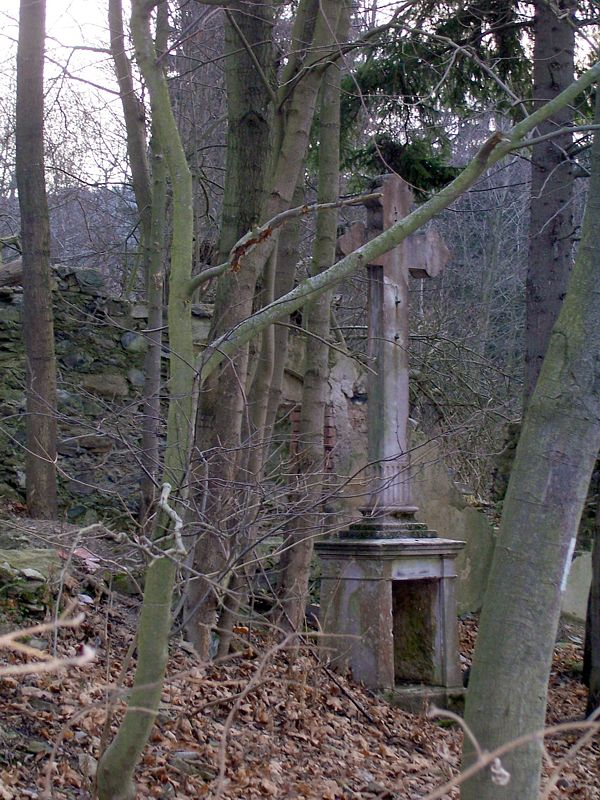
Ruiny kaplicy

Rogóżka (niem. Wolmsdorf) – zanikająca wieś w Polsce położona w województwie dolnośląskim, w powiecie kłodzkim, w gminie Stronie Śląskie, w górnym biegu części Konradki, w Krowiarkach.

## Podział administracyjny
W latach 1975–1998 miejscowość administracyjnie należała do województwa wałbrzyskiego.

## Historia
Wieś powstała na początku XIV w. – w dokumencie z 1364 roku wymieniana była pod nazwą Wolframsdorf. W 1743 r. działał tu wapiennik przerabiający miejscowe złoże dolomitu na wapno palone. Eksploatacja dolomitu i marmuru utrzymywała się tu do lat 60. XX wieku. Po odkrywkowej kopalni pozostało duże wyrobisko. W XIX i XX wieku wieś funkcjonowała jako letnisko. Mimo znacznej wysokości, dzięki specyficznemu mikroklimatowi udawały się tutaj uprawy sadownicze, a nawet winorośli.
W 1945 r. wieś została włączona do Polski, uzyskując obecną nazwę. Jej mieszkańców wysiedlono do Niemiec. Osadnictwo polskie rozwijało się jednak słabo i obecnie wieś jest praktycznie opustoszała – zachował się tylko jeden zamieszkany do niedawna dom. O wielkości wsi świadczą jedynie ruiny i zdziczałe drzewa owocowe. Jeszcze w latach 90. XX w. widoczne były ruiny kaplicy, którą zniszczyło bliskie sąsiedztwo kopalni odkrywkowej.
W 2008 roku władze gminy Stronie Śląskie przeznaczyły tereny dawnej wsi na sprzedaż w prawie w całości. W sierpniu 2008 dziennik „Polska” poinformował, że była żona biznesmena Jana Kulczyka, Grażyna, zamierza kupić Rogóżkę za cenę nie mniejszą niż 13 milionów złotych. Grażyna Kulczyk jest już właścicielką kilku hektarów ziemi w sąsiedniej wsi, w Konradowie. Po transakcji Rogóżka mogłaby zmienić nazwę; gazeta spekuluje, że mogłaby to być nazwa nawiązująca do nazwiska właścicieli.
W kwietniu 2016 wieś została sprzedana za 12,5 mln zł zarejestrowanej w powiecie poznańskim spółce Liasis.

## Turystyka
W Rogóżce zaprzestano całkowicie eksploatacji złoża marmuru pod koniec lat 90. XX wieku, m.in. z powodu odkrycia jaskini. Opustoszałe wyrobisko jest dobrym miejscem do pozyskania okazów skał i minerałów: marmuru, dolomitu i kalcytu. W pobliżu dobrze zachowana, ciekawa budowla poniemieckiego wapiennika.

## Jaskinie
4 listopada 1885 r. przy eksploatacji złoża marmuru odkryto w Rogóżce jaskinię, którą wówczas nazwano Wolmsdorferhöhle. Łączna długość jej chodników wynosiła około 350 m i znaleziono w niej liczne szczątki zwierząt plejstoceńskich. Jaskinię dokładnie przebadano pod kątem geologicznym, paleontologicznym i biologicznym oraz udostępniono do zwiedzania, co wydatnie poprawiło popularność wsi jako letniska. Była też ona celem licznych wycieczek z pobliskiego kurortu Lądka-Zdroju. W 1947 r. stan jaskini był bardzo dobry, jednak Polacy, nowi gospodarze tych terenów, wznowili tu eksploatację złoża, co doprowadziło w ciągu kilkunastu lat do całkowitego zlikwidowania jaskini. W 1962 r. zniszczono ją całkowicie.
21 kwietnia 1985 harcerze ze Stronia Śląskiego zajmujący się speleologią, z 6 Drużyny Harcerskiej „Trampy” – Dariusz Data, Dariusz Wyleciał, Robert Magierowski i Roman Zięba – odkryli i rozpoznali otwór nowej jaskini. Znajduje się on na ścianie wyrobiska, 41 m nad dnem doliny, zaledwie kilka metrów poniżej jego górnej krawędzi. Eksploracja prowadzona przez kolejne lata odkryła 270 m podziemnych korytarzy. Jaskinia ta istnieje do dziś pod nazwą Jaskinia na Ścianie (wcześniej „Jaskinia Załom”). Jest zamknięta i zabezpieczona przed dewastacją.

## Ludzie związani z Rogóżką
- Franz Joseph Wagner – malarz pejzażysta, urodzony w roku 1886 w Rogóżce.